# 西良一
西 良一（にし りょういち）は、日本の実業家。三菱日立製鉄機械代表取締役社長として、シーメンスの製鉄機械事業との統合にあたり、統合後のプライメタルズ テクノロジーズ日本法人代表取締役社長を務めた。

## 人物・経歴
鹿児島県出身。1975年九州大学経済学部卒業、三菱重工業入社。2000年MHI日立製鉄機械（のちの三菱日立製鉄機械）入社。2008年三菱日立製鉄機械常務取締役。2013年三菱日立製鉄機械取締役副社長。2014年から三菱日立製鉄機械代表取締役社長を務め、シーメンスの製鉄機械事業との統合にあたり、統合後のプライメタルズ テクノロジーズ日本法人で代表取締役社長に就任した。2017年には本社を東京都から広島市西区の三菱重工業広島事業所内に移転。2018年にプライメタルズ テクノロジーズ ジャパン フェローに退いた。